# 1986年亚洲运动会
第十届亚洲运动会于1986年9月20日至10月5日在韩国汉城（今首爾）举行，会期为16天，而亞運會亦是東道主韓國在88奧運會的前哨戰，同時南韓成為奧林匹克運動會史上第一個先辦亞洲運動會的國家。本屆亞運會共有27個國家和地區的4839名運動員參與25個項目的比賽。韩国的奖牌数首次超过日本跃居第二位，而韓國於2年後舉行奧運大會。

## 申办过程
第10届亚运会原有韩国的汉城、朝鲜的平壤和伊拉克的巴格达三个城市提出申办，后平壤因条件不足自动退出，巴格达也由于政治上的因素退出申办，因此可以说汉城是在没有对手竞争的情况下取得第10届亚运会主办权的。

## 背景
東道主韓國於1986年9月13日考慮到2年後（即：1988年下半年）將在同一地方舉辦奧運會——漢城奧運，因此，從場地設施、通訊、安全保衛和運動員訓練等方面都進行了高效率的準備工作。韓國在本屆運動會提出的口號是：最多的國家參與、最多的和諧和幽默、最佳的成果及準備性、最好的安全及服務、最大的節省及效率。為辦好本屆亞運會，韓國做了全民動員，最終在政治、經濟、外交、體育等方面取得明顯成果，為1988年舉行的漢城奧運打下基礎。但由於韓國官員奪冠心切，使許多比賽的判決偏向本國運動員，致使外國運動員怨聲載道。此外，本屆亞運會還存在交通堵塞，缺乏口譯人員的弊病。

## 會徽
第10屆亞運會會徽設計以水珠為主體，代表了韓國是一個被水包圍的國度。給合在一起的水珠也代表了亞洲人民緊密團結，共迎美好明天。

## 吉祥物
第10屆亞運會會吉祥物與1988年漢城奧運會共用了一個吉祥物——太極虎直到殘奧閉幕為止。韓國人選擇較具東方色彩的小老虎作為漢城亞運會的吉祥物，取名「Hodori」。這個名叫「Hodori」的老虎被設計稱為一隻友善的動物，代表了韓國人熱情好客的傳統。「Ho」來自於韓語的虎，而「Dori」是韓國人稱呼小男孩常用的一種愛稱。

## 參賽國家及地區
| - 阿富汗 - 巴林 - 不丹 - 中國 - 香港 - 印度 - 印度尼西亞 - 伊朗 | - 伊拉克 - 日本 - 约旦 - 科威特 - 黎巴嫩 - 马来西亚 - 馬爾地夫 - 尼泊尔 - 阿曼 | - 巴基斯坦 - 菲律賓 - 沙烏地阿拉伯 - 新加坡 - 斯里蘭卡 - 泰國 - 阿联酋 - （东道主） |

## 比赛项目
| - 游泳（含跳水） - 田徑 - 射箭 - 羽毛球 - 籃球 - 保齡球 - 拳擊 - 皮划艇 - 自行车 | - 馬術 - 足球 - 劍擊 - 體操 - 高爾夫球 - 手球 - 曲棍球 - 柔道 | - 帆船 - 射擊 - 網球 - 跆拳道 - 乒乓球 - 排球 - 舉重 - 摔跤 |

## 活跃运动员
1. 本届亚运会“最出人意外”的运动员是韩国的林春爱。
2. 本届亚运会身材最矮的运动员是阿曼国家足球队的阿哈·哈米德，只有1.27米高。
3. 韩国运动员张在根蝉联第9、10届亚运会男子200米短跑冠军，被称为“飞奔的野马”，亚运会首位200米破21秒大关。
4. 巴林运动员哈马达，外号“亚洲摩西”，在男子400米栏为巴林获亚运会首金。
5. 香港保齡球选手车菊红在女子个人赛项目上实现香港队亚运会金牌零的突破，成绩1165分。

## 奖牌榜
| 排名 | 国家／地区   | 金牌 | 银牌 | 铜牌 | 總數 |
| ---- | ------------ | ---- | ---- | ---- | ---- |
| 1    | 中國         | 94   | 82   | 46   | 222  |
| 2    |              | 93   | 55   | 76   | 224  |
| 3    | 日本         | 58   | 76   | 77   | 211  |
| 4    | 伊朗         | 6    | 6    | 10   | 22   |
| 5    | 印度         | 5    | 9    | 23   | 37   |
| 6    | 菲律賓       | 4    | 5    | 9    | 18   |
| 7    | 泰國         | 3    | 10   | 13   | 26   |
| 8    | 巴基斯坦     | 2    | 3    | 4    | 9    |
| 9    | 印度尼西亞   | 1    | 5    | 4    | 10   |
| 10   | 香港         | 1    | 1    | 3    | 5    |
| 11   |              | 1    | 0    | 3    | 4    |
| 12   | 黎巴嫩       | 1    | 0    | 1    | 2    |
| 12   | 巴林         | 1    | 0    | 1    | 2    |
| 14   | 马来西亚     | 0    | 5    | 5    | 10   |
| 15   | 伊拉克       | 0    | 5    | 2    | 7    |
| 16   | 约旦         | 0    | 3    | 1    | 4    |
| 17   | 科威特       | 0    | 1    | 7    | 8    |
| 18   | 新加坡       | 0    | 1    | 4    | 5    |
| 19   | 沙烏地阿拉伯 | 0    | 1    | 0    | 1    |
| 20   | 尼泊尔       | 0    | 0    | 8    | 8    |
| 21   |              | 0    | 0    | 1    | 1    |
| 21   | 阿曼         | 0    | 0    | 1    | 1    |
| 總計 | 總計         | 270  | 268  | 299  | 837  |